# Arteria bucal
La arteria bucal es una arteria que se origina como rama colateral descendente de la arteria maxilar. No presenta ramificación.

## Distribución
Irriga el músculo buccinador y la mucosa de la boca.

## Recorrido
Se trata de una pequeña arteria que discurre hacia delante de forma oblicua entre el músculo pterigoideo interno y la inserción del músculo temporal, llegando a la superficie externa del músculo buccinador, al cual se distribuye, anastomosándose con ramas de la arteria facial y con la arteria infraorbitaria.

## Referencias

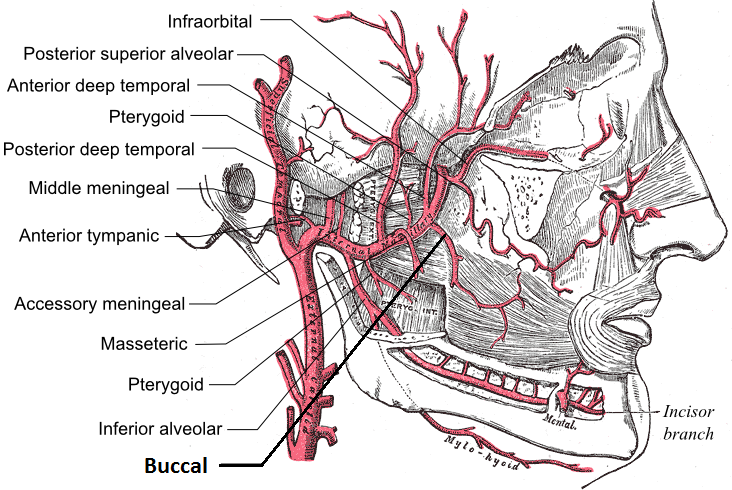
Ramas de la arteria maxilar. La arteria bucal está resaltada.